# Museu d'Art Islàmic (El Caire)
El Museu d'Art Islàmic, al Caire, Egipte, n'és un dels majors del món, amb la seua col·lecció excepcional d'objectes de fusta rara i algeps, així com de metall, ceràmica, vidre, cristall i peces tèxtils de tots els períodes, de tot el món islàmic.
Als darrers anys, el museu ha exhibit prop de 2.500 artefactes, en 25 galeries, però abriga més de 102.000 objectes, comptant-ne els emmagatzemats. La col·lecció comprén manuscrits rars de l'Alcorà, alguns en cal·ligrafia amb tinta d'argent, en pàgines amb marcs elaborats.
El museu ha realitzat excavacions arqueològiques en l'àrea de Fustat i va organitzar una sèrie d'exposicions nacionals i internacionals. Tancà per reformes al 2003, i es reinaugurà a l'agost de 2010, després de 8 anys.